# Harry Oliver (Eishockeyspieler)
Harold „Harry“ Oliver (* 26. Oktober 1898 in Selkirk, Manitoba; † 16. Juni 1985 ebenda) war ein kanadischer Eishockeyspieler, der im Verlauf seiner aktiven Karriere zwischen 1917 und 1937 unter anderem 498 Spiele für die Boston Bruins und New York Americans in der National Hockey League auf der Position des rechten Flügelstürmers bestritten hat. In Diensten der Boston Bruins gewann Oliver im Jahr 1929 den Stanley Cup. Genau 30 Jahre nach seiner letzten von elf Spielzeiten in der NHL wurde er im Jahr 1967 in die Hockey Hall of Fame aufgenommen.

## Karriere
Oliver verbrachte seine Juniorenzeit sowie die Anfänge seiner Zeit bei den Senioren in seiner Geburtsstadt Selkirk in der Provinz Manitoba. Nachdem er das Eishockeyspielen im Selbststudium erlernt hatte, da es keine organisierten Vereine gab, spielte er ab 1917 für die Mannschaften der Selkirk Fishermen. Mit der Herrenmannschaft nahm der Stürmer im Jahr 1919 am Allan Cup teil, wo sie in den beiden Finalspielen allerdings den Hamilton Tigers nach Toren mit 6:7 unterlagen. Im Sommer 1920 zog es ihn schließlich nach Calgary. In der Saison 1920/21 lief er dabei für die Calgary Canadians auf.
Im Dezember 1921 folgte der nächste Karriereschritt des Angreifers, als er einen Vertrag bei den Calgary Tigers unterzeichnete, die den Spielbetrieb in der neu geschaffenen Western Canada Hockey League aufgenommen hatten. Bei den Tigers verbrachte der leichtgewichtige, aber schnelle und wendige Flügelstürmer insgesamt fünf Spielzeiten, in denen er mit Ausnahme seiner Rookiesaison stets mindestens 25 Scorerpunkte erreichte. In der Saison 1923/24 gewann Oliver mit den Calgary Tigers die Meisterschaft der WCHL, deren Gewinn zur Teilnahme an den Stanley-Cup-Playoffs 1924 berechtigte. In den Finalspielen um den Stanley Cup unterlag Calgary den Canadiens de Montréal aus der National Hockey League jedoch in beiden Aufeinandertreffen. Oliver blieb in beiden Spielen punktlos. Im selben Jahr sowie im Folgejahr wurde er ins First All-Star Team der WCHL berufen.
Im September 1926 wurde der Kanadier von den Tigers an die Boston Bruins aus der National Hockey League verkauft. Für die Bruins spielte Oliver in den folgenden acht Spieljahren und war dabei ein steter Punktesammler, der jährlich um die 20 Punkte erzielen konnte. Zwischen 1927 und 1929 war er jeweils punktbester Spieler des Teams. In Diensten Bostons konnte der Offensivspieler am Ende der Stanley-Cup-Playoffs 1929 mit dem Gewinn der gleichnamigen Trophäe seinen größten Karriereerfolg feiern. Nach insgesamt acht Jahren verließ Oliver die Boston Bruins und wechselte an der US-amerikanischen Ostküste zum Ligakonkurrenten New York Americans. Die Americans hatten den Angreifer den Bruins abgekauft. Er bestritt weitere drei Spieljahre in der NHL, mit Ausnahme der Saison 1935/36 gingen seine Punktausbeuten deutlich zurück. Nach dem Ende der Spielzeit 1936/37 erklärte der mittlerweile 38-Jährige seine aktive Karriere für beendet.
Nach seinem Karriereende zog es Oliver in seine Geburtsstadt Selkirk zurück, wo er zunächst als Elektroinstallateur arbeitete. Später zog es ihn ins benachbarte Winnipeg. Dort war er im Weights and Measures Department der kanadischen Regierung tätig, dass sich mit der Umstellung auf das metrische Einheitensystem befasste. Genau 30 Jahre nach seiner letzten von elf Spielzeiten in der NHL wurde Oliver im Jahr 1967 in die Hockey Hall of Fame aufgenommen. Darüber hinaus ist er auch Mitglied der Manitoba Hockey Hall of Fame. Er verstarb im Juni 1985 in seiner Geburtsstadt im Alter von 86 Jahren.

## Erfolge und Auszeichnungen
| - 1924 Meisterschaft der Western Canada Hockey League mit den Calgary Tigers - 1924 WCHL First All-Star Team - 1925 WCHL First All-Star Team | - 1929 Stanley-Cup-Gewinn mit den Boston Bruins - 1967 Aufnahme in die Hockey Hall of Fame |

## Karrierestatistik
(Legende zur Spielerstatistik: Sp oder GP = absolvierte Spiele; T oder G = erzielte Tore; V oder A = erzielte Assists; Pkt oder Pts = erzielte Scorerpunkte; SM oder PIM = erhaltene Strafminuten; +/− = Plus/Minus-Bilanz; PP = erzielte Überzahltore; SH = erzielte Unterzahltore; GW = erzielte Siegtore; 1 Play-downs/Relegation; Kursiv: Statistik nicht vollständig)